# St. Michael (Dedenborn)

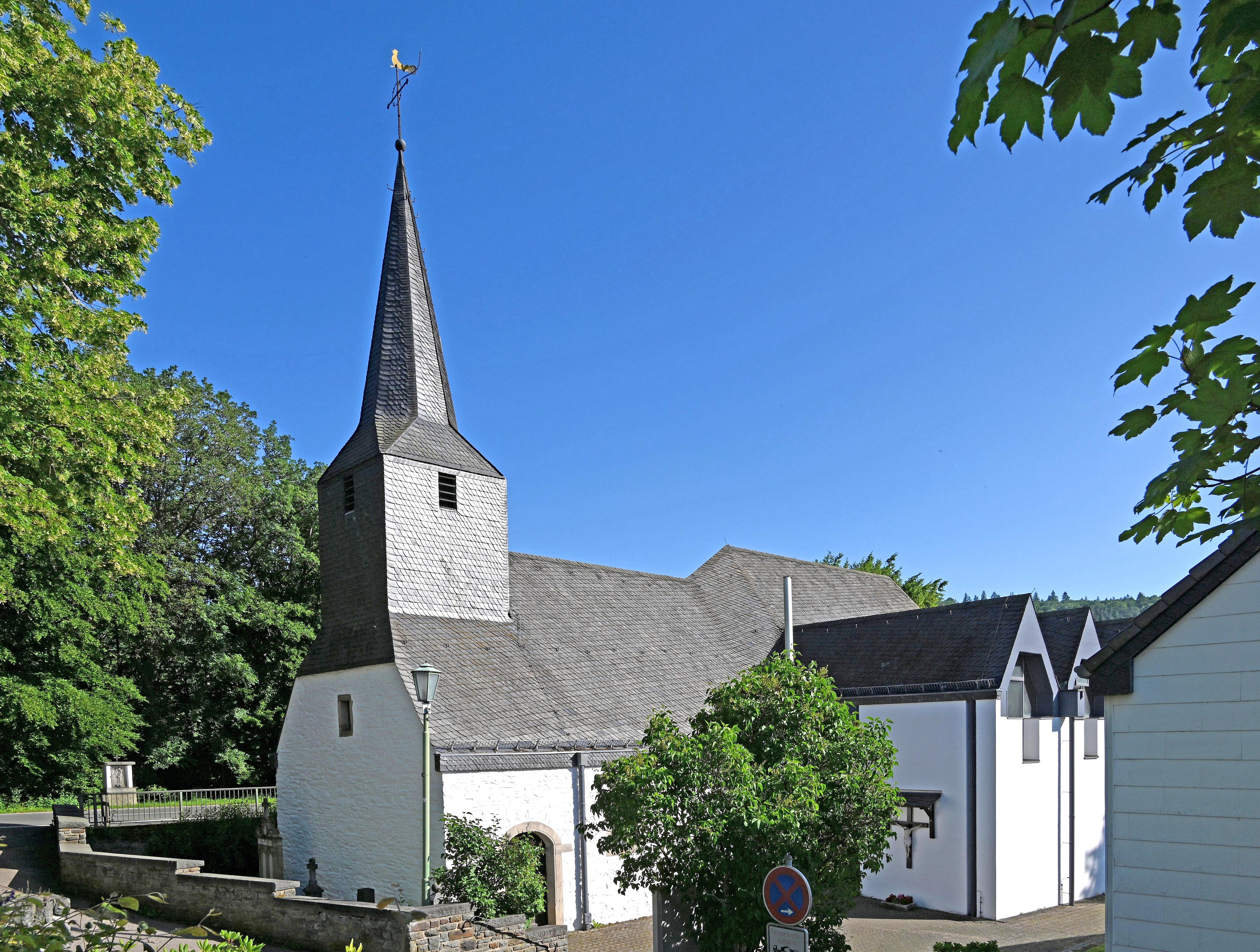
St. Michael in Dedenborn

St. Michael ist die römisch-katholische Pfarrkirche des Simmerather Ortsteils Dedenborn in der Städteregion Aachen in Nordrhein-Westfalen.

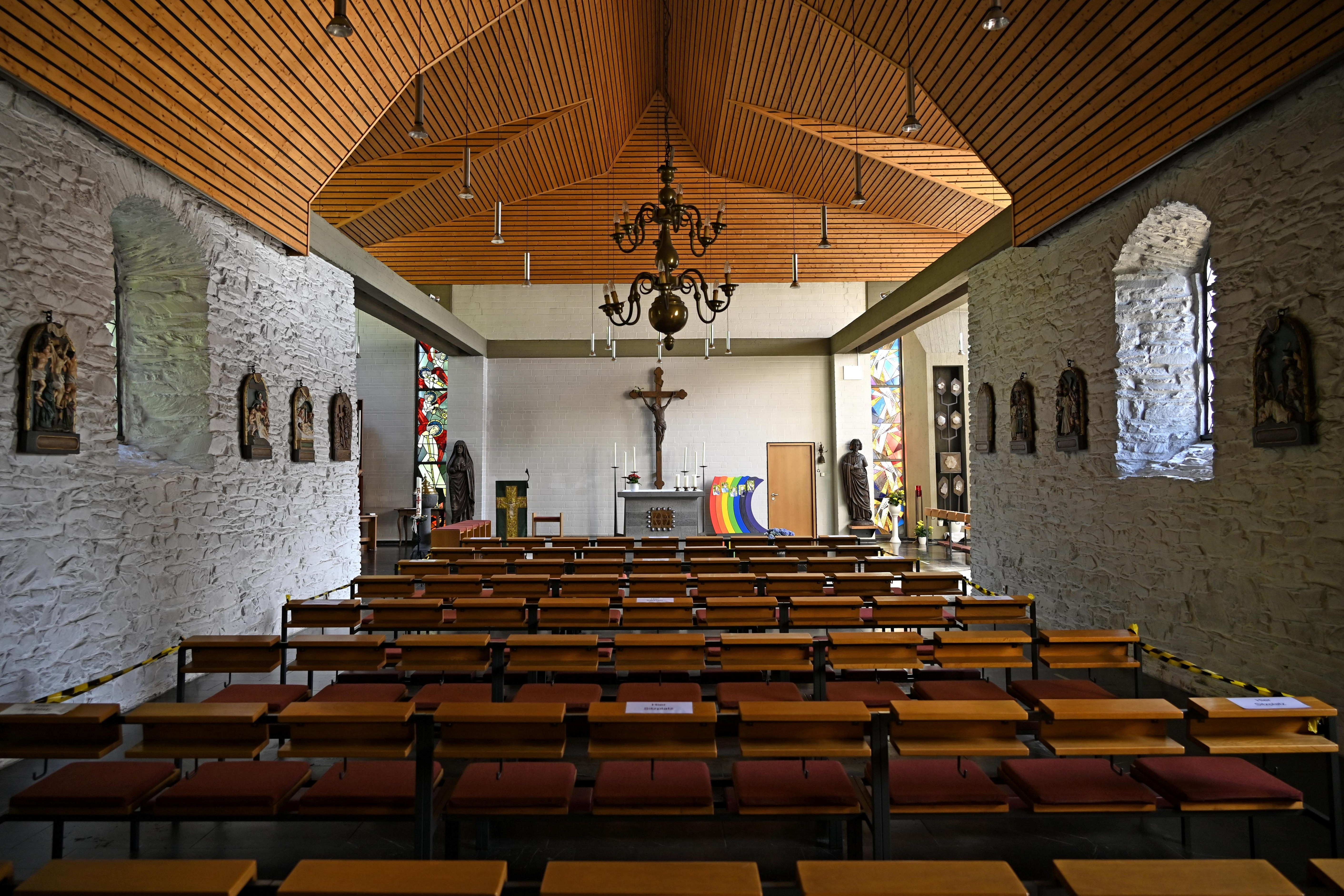
Innenraum

Die Kirche trägt das Patrozinium hl. Erzengel Michael und ist unter Nummer 56 in die Liste der Baudenkmäler in Simmerath eingetragen. Zur Pfarrei zählen auch die Weiler Rauchenauel und Seifenauel.

## Lage
Die Pfarrkirche befindet sich am nordöstlichen Rand von Dedenborn direkt am Ortsausgang nach Rauchenauel. An der Nordseite des Gotteshauses verläuft die Hammerstraße (L 106).

## Allgemeines
Dedenborn gehörte seit dem 14. Jahrhundert zur Pfarre Simmerath. Ein eigenes Gotteshaus wurde jedoch erst im 18. Jahrhundert erbaut, da den Bewohnern der Weg zur Pfarrkirche nach Simmerath zu beschwerlich war. Der damalige Simmerather Pfarrer Peter Richartz unterstützte den Bau einer Filialkirche in Dedenborn. Im Jahr 1717 erhielt der Ort einen eigenen Vikar.
Im Zuge der Pfarrumschreibungen während der Franzosenzeit wurde Dedenborn von Simmerath losgelöst und zur eigenständigen Pfarrei erhoben. Zur neuen Pfarrei zählten schon damals Rauchenauel und Seifenauel. Zwischen 1804 und 1825 zählte auch Hammer zur Pfarre und zwischen 1832 und 1956 auch Erkensruhr.

## Baugeschichte
Die heutige Dedenborner Kirche wurde zwischen 1717 und 1718 in Formen des Barock erbaut und ist das erste Gotteshaus des Ortes. Die Pläne lieferte ein einheimischer Baumeister. Die Benediktion fand am 9. Juni 1718 statt. Im Jahr 1770 wurde eine Sakristei an der Ostseite des Chors angebaut.
Anfang des 20. Jahrhunderts sollte die alte Kirche durch einen Neubau ersetzt werden. 1902 war dafür bereits ein Kirchenbauverein gegründet worden. Durch den Ausbruch des Ersten Weltkrieges wurden diese Pläne jedoch verworfen. Im Jahr 1932 wurde die Kirche schließlich renoviert.
Im Zweiten Weltkrieg wurde die Pfarrkirche nur gering beschädigt und konnte schon im September 1945 wieder für Gottesdienste genutzt werden. Im Jahr 1969 musste die Pfarrkirche aufgrund von Einsturzgefahr geschlossen werden. Im Zuge dessen wurden die beiden Aachener Architekten Otto Fronhöfer und Walter Horn mit den Planungen für eine Restaurierung und Erweiterung der mittlerweile zu klein gewordenen Kirche beauftragt. Zur Erweiterung wurden zunächst die Sakristei und der dreiseitig geschlossene Chor abgerissen. An das Kirchenschiff wurde zwischen 1972 und 1973 ein Querhaus gesetzt, an das im Osten ein neuer Chor anschließt. Am 1. Mai 1973 waren die Arbeiten abgeschlossen.

## Baubeschreibung
St. Michael war bis zu den Umbauten eine einschiffige barocke Saalkirche in zwei Achsen mit einem dreiseitigen Chorschluss. Seit der Erweiterung ist es eine einschiffige Kreuzkirche mit barockem Langhaus und modernem Querschiff und fünfseitig geschlossenem Chor. Der Anbau ist wenig höher als der Altbau. Das Querschiff wird an der Nord- und Südseite durch drei Giebel mit Satteldächern gegliedert. Das Langhaus besitzt ein nach Westen abgewalmtes Satteldach, über dem sich ein eingeschossiger verschieferter Dachreiter mit achtseitiger Turmhaube befindet.

## Ausstattung
Von der barocken Ausstattung sind noch der Taufstein aus dem Jahr 1721 von Johann Heinrich Heupgen aus Wollseifen, ein Kreuz mit Kruzifix aus dem Jahr 1789 sowie ein Kreuzweg aus dem 18. Jahrhundert erhalten. Der Tabernakel aus Bronze auf einer Betonsäule, die einen Lebensbaum darstellt, ist eine Arbeit des Aachener Künstlers Gerhard Thewis aus dem Jahr 1973. Weiterhin befindet sich in der Kirche ein Kreuzreliquiar aus dem 18. Jahrhundert. Die Buntglasfenster sind Werke von Erich Charlier und wurden 1991 eingesetzt.

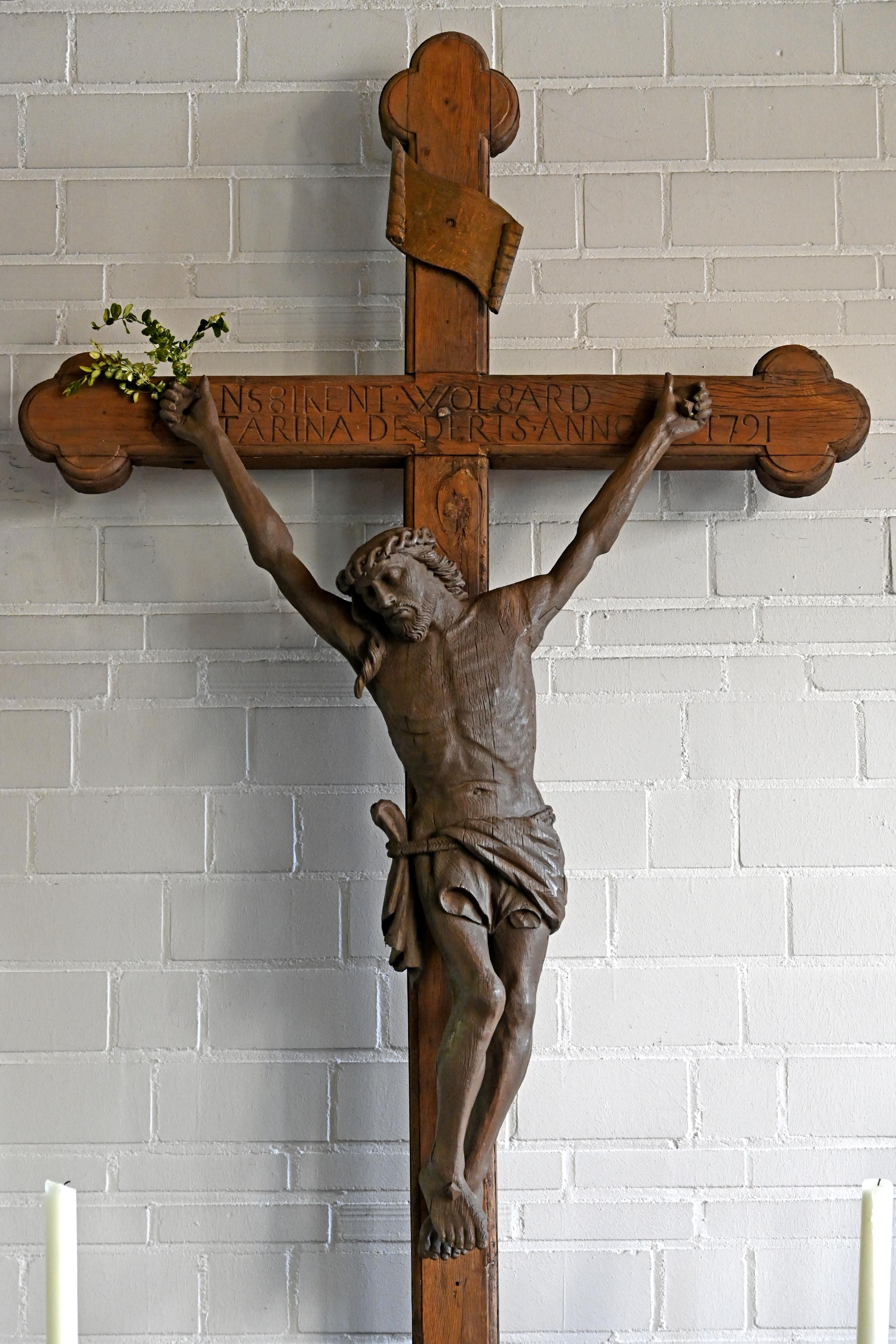
Kruzifix (1791)
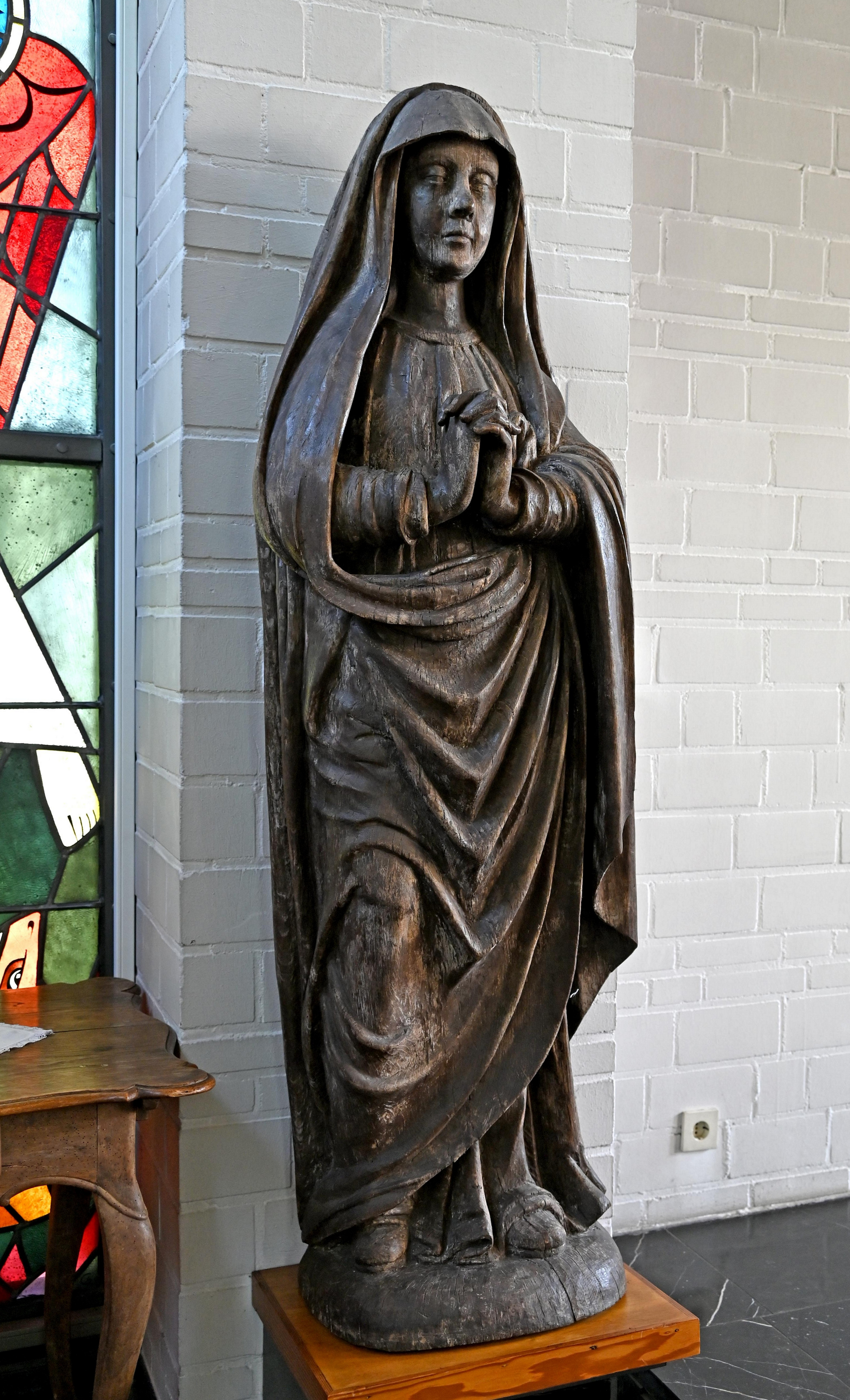
Maria
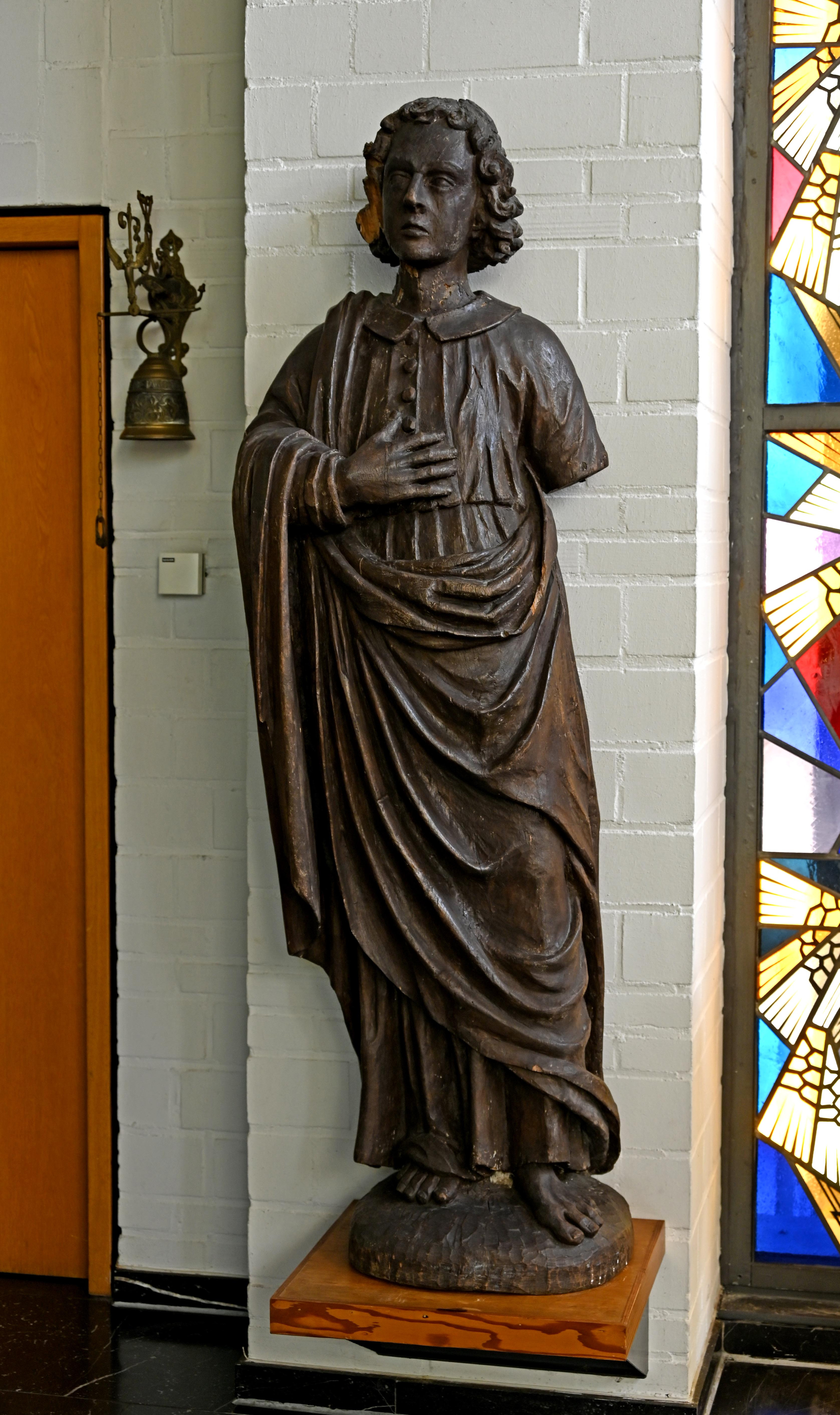
Johannes
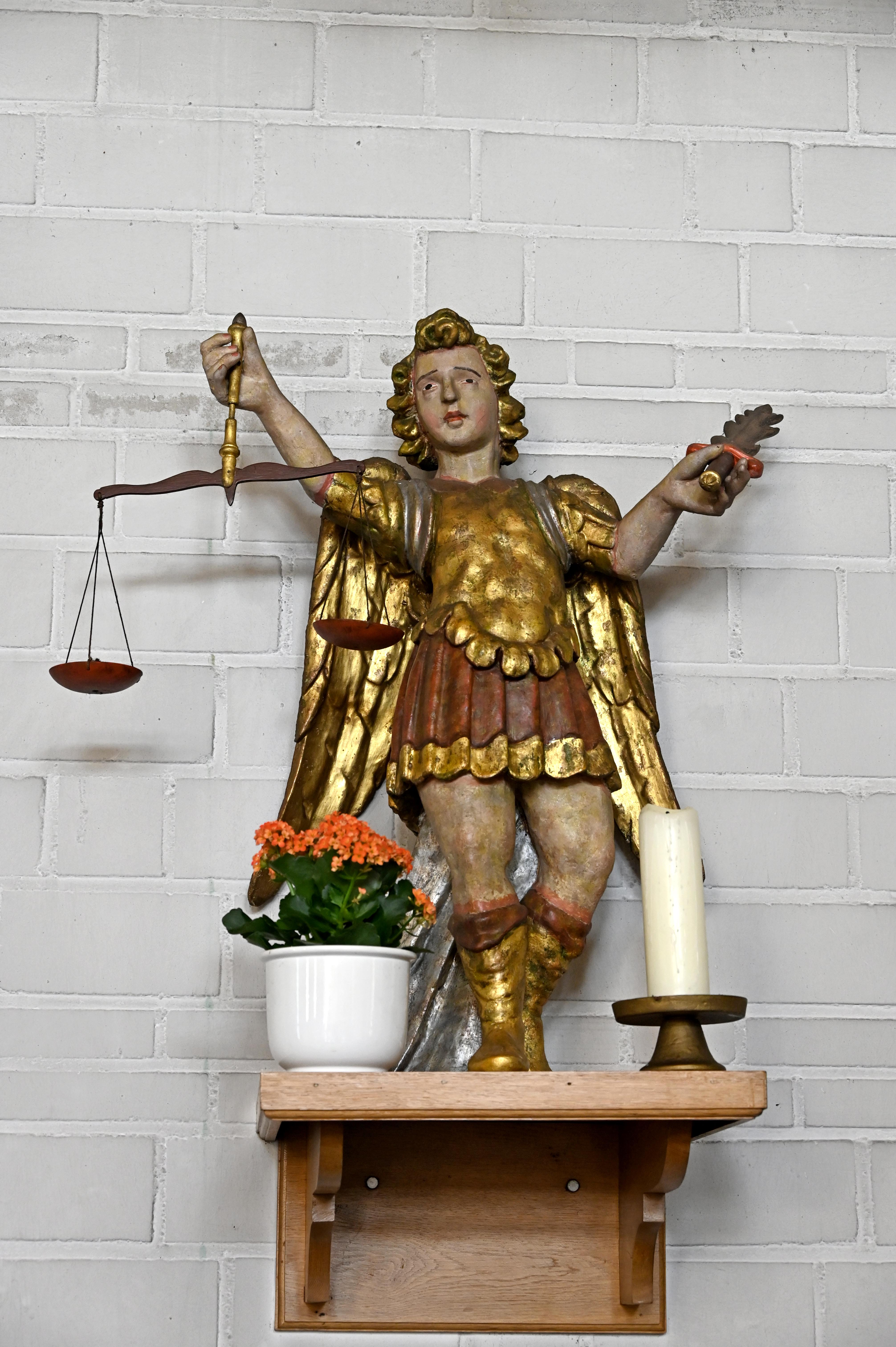
Statue St. Michael
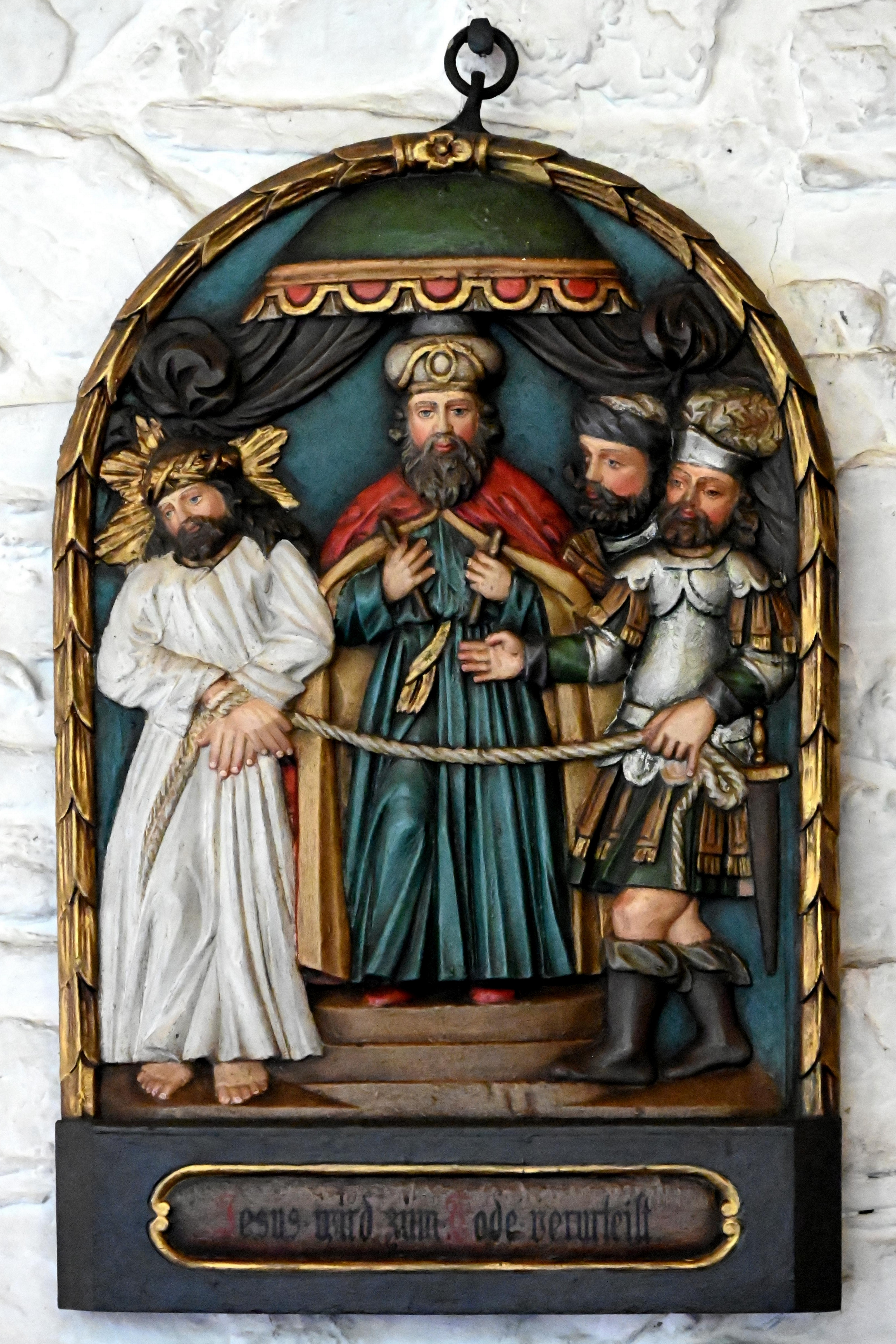
Kreuzweg (18. Jh.)
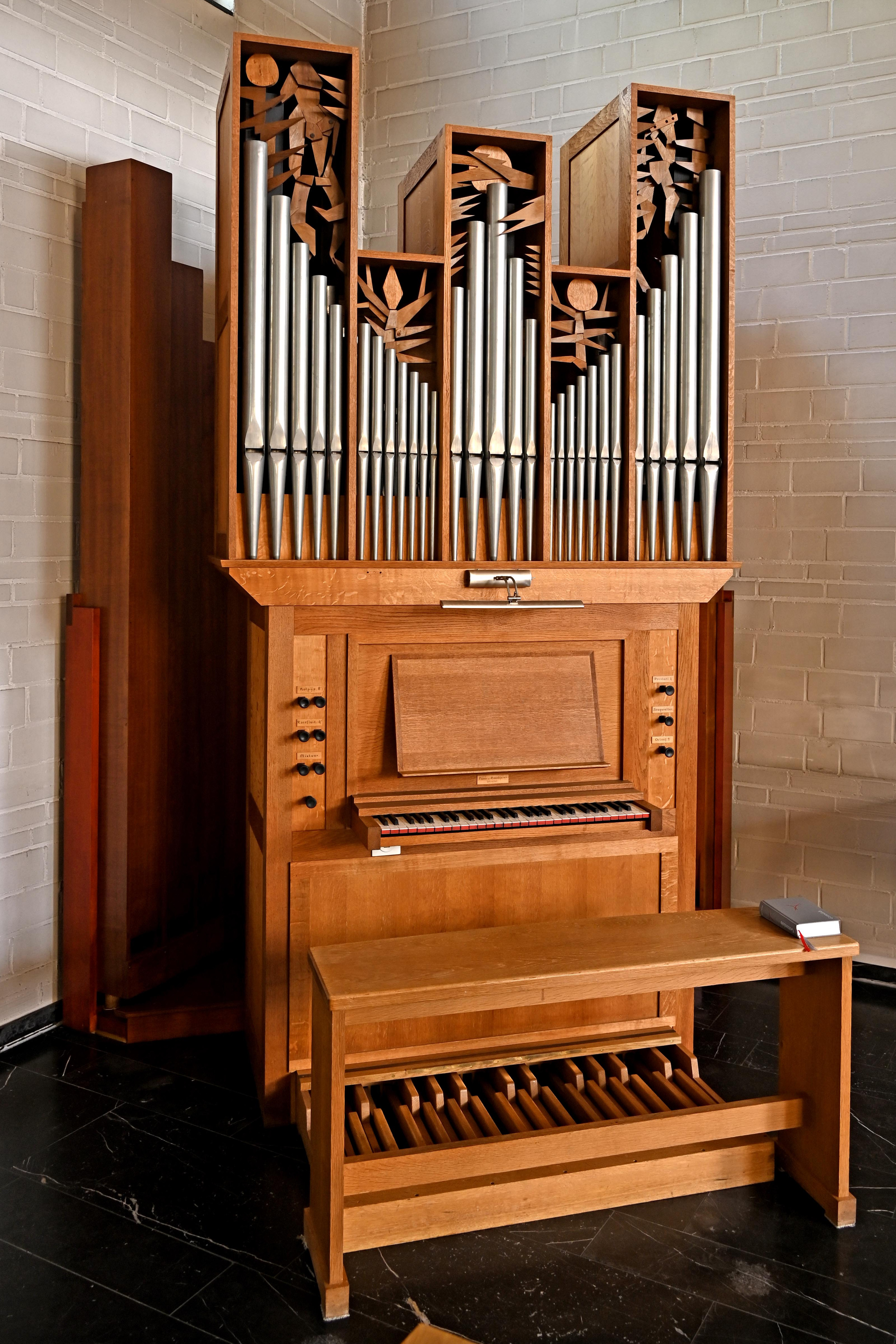
Orgel

## Pfarrer
Folgende Pfarrer wirkten bislang an St. Michael als Seelsorger:
| von – bis | Name               |
| --------- | ------------------ |
| 1930–1937 | Arnold Esser       |
| 1937–1943 | Heinrich Reiff     |
| 1943–1945 | Bernhard Rosenbaum |
| 1945–1960 | Josef Engels       |
| 1960–1969 | Edgar Duszynski    |
| 1969–1976 | Hermann Frey       |
| 1977–1978 | Anton Moritz       |
| 1978–1981 | Johannes Henn      |
| 1981–1995 | Heribert Lennartz  |
| Seit 2010 | Michael Stoffels   |